# Бирзениекс, Александр Кришьянович

Концертный зал «Дзинтари» (1936)

Александр Кришьянович Би́рзениекс (латыш. Aleksandrs Birzenieks; 18 августа 1893, Рига — 3 января 1980, там же) — латвийский и советский архитектор, дизайнер и педагог. Доцент, кандидат архитектуры (1945).
Автор статей по архитектуре рижского барокко и классицизма, курса лекций по дизайну мебели и архитектурному проектированию.

## Биография
Родился 18 августа 1893 года в Риге. Отец — Кришьян Бирзениекс (латыш. Krišjānis Birzenieks). Мать — Юта Бирзениеце, урождённая Крастыня (латыш. Juta Birzeniece, dz. Krastiņa). В 1915 году окончил Рижское реальное училище Миллера и поступил на архитектурный факультет Высшей школы Латвии (Политехнический институт, ныне — Латвийский университет). 26 июня 1921 года Диплом архитектора получил года. Ученик известных латвийских архитекторов —Эйжена Лаубе, Эрнеста Шталберга и Пауля Кундзиньша. Работал в Департаменте строительных конструкций.
С 1922 по 1960 год преподавал в Рижском государственном техникуме, Рижском политехническом институте и Латвийском государственном университете.С 1928 по 1932 год был членом «Объединения рижских графиков».С 1939 года — приват-доцент. С 1939 года по 1940 год — член Городского Совета Риги[уточнить]. Представитель Торговой палаты.
С 1921 года до последних дней вёл активную архитектурную и педагогическую работу. В 1955 году издал монографию «Порталы старой Риги». Среди учеников Бирзениекса — известные латвийские архитекторы: Карлис Плуксне, Марта Станя и другие.
Скончался 3 января 1980 года. Похоронен в Риге на Братском кладбище, которое спроектировал в 1936 году.

## Личная жизнь
Жена — Альма Бирзениеце, урождённая Салтупс (латыш. Alma Birzeniece, dz. Saltups; 16 ноября 1900 — 27 марта 1982). Кандидат исторических наук, филолог, переводчик итальянской литературы. Переводила на русский произведения латышских авторов. Соавтор «Итальянско-латышского словаря» (1971).

## Основные работы
- Мемориал 36 воинам в районе Екабпилса (1924)
- «Памятник Свободы» в Крустпилсе (1925)
- Газетные киоски в Риге (1927)
- Памятник польским воинам павшим под Даугавпилсом (1928)
- Памятник латышским воинам в Даугавпилсе (1928)
- Ворота кладбища Райниса (1929)
- Памятник у церкви св. Тома в Яунпиебалге (1930)
- Памятник погибшим латышским морякам в Шотландии (1930-е)
- Эстрады для проведения Праздника песни в Риге (1931, 1933, 1938)
- Интерьер «Латвийского зала» во Дворце Лиги Наций в Женеве (1938)
- Памятник на могиле Петра Феддерса на Лесном кладбище (1939)
- Мемориальный комплекс Братского кладбища (1924—1936)
- Министерство образования Латвии (интерьеры)
- Концертный зал «Дзинтари» (1936)
- Министерство культуры Латвии. Архитектор Генрих Шель (1873). Реконструкция (1936)
- Консультант при проектировании рижской средней школы № 13 (1951)
- Памятник участникам революционного движения на кладбище Матиса (1959). За проект этого мемориала, авторам комплекса: архитекторам Александру Бирзениексу, Олегу Закаменному и скульптору Льву Буковскому в 1960 году была присуждена Государственная премия Латвийской ССР[9]
- Консультант при реставрационных работах в замке Лиелстраупе

### Эстрадные комплексы Праздников песни
В 1926 году в Латвийской Республике была продолжена традиция проведения Всенародного Праздника песни.
VI Праздник песни (в 1926 году) был проведён на центральной рижской площади — Эспланаде. Эстрадные сооружения VI фестиваля проектировал педагог Александра Бирзениекса — доцент Пауль Кундзиньш (латыш. Pauls Kundziņš).
Начиная с VII Праздника песни (1931), огромные сооружения эстрады с партером, амфитеатром и подсобными помещениями проектировал архитектор Александр Бирзениекс, применяя собственные оригинальные конструкции.
Эстрады VII (1931) и VIII (1933) Праздников песни и танца, проведённых на Эспланаде, а также IX (1938, на площади Победы), сооружались по оригинальным проектам, с учётом новых требований и веяния стилевых особенностей «архитектурной моды».
Первые два Праздника песни Советской Латвии (1948 и 1950 годов), проходили на месте современного парка Эспланада. При сооружении эстрады, вмещающей многотысячный хор, был использован большой опыт архитектора Александра Бирзениекса.
| Эстрада Праздника Песни. Эспланада. 1931 год |  | Праздник Песни. Эспланада. 1933 год |  | Эстрада Праздника Песни. Площадь Победы. 1938 год |  | Конструкция. 1938 год |

### Мемориальные комплексы

Проект Центральной арки
Братского кладбища, 1928 год.
Архитектор А. К. Бирзениекс

В 1924 году архитектор создал мемориальный комплекс воинам погибшим с 1918 по 1920 год в районе Екабпилса. Первый опыт работы над подобной темой, он получил в коллективе под руководством своего педагога Эйжена Лаубе. Этот мемориал стал первой самостоятельной работой.
Впоследствии архитектор периодически возвращался к созданию памятников героям Латвии — воинам и морякам. До 1930 года мастер создал около десяти мемориалов на территории Латвии, в Эстонии и Шотландии.
Крупнейшей работой архитектора стало проектирование мемориального комплекса Братского кладбища в Риге.
Эскизный проект планировки Братского кладбища был разработан ещё в 1917 году ландшафтным архитектором Андреем Зейдаксом и мастером рижского модерна Эйженом Лаубе.
Вместе со скульптором Карлисом Зале, архитектором Петром Феддерсом и ландшафтным дизайнером Андреем Зейдаксом, Бирзениекс работал над созданием комплекса с 1924 по 1936 год.
| Ворота кладбища Райниса 1929 год |  | Мемориальная арка Братского кладбища 1924 — 1936 |  | Мемориал «Стена Коммунаров» 1959 год |

## Примечания

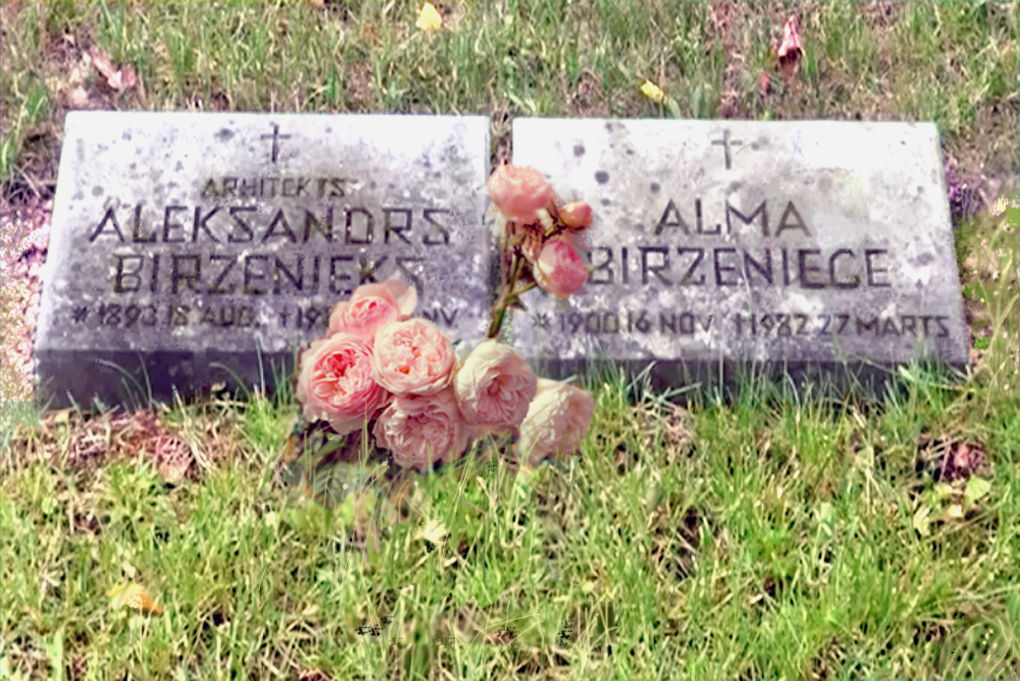
Место захоронения Александра Бирзениекса и Альмы Бирзениеце.
Братское кладбище, Рига